# 圖貢布拉克與塔什布拉克
圖貢布拉克（Tugunbulak）與塔什布拉克（Tashbulak）是兩處位在烏茲別克境內東南側海拔約2000至2200公尺地區的都市考古遺址，它們的高度發展時期被認定約在6世紀至11世紀之間，隨絲路貿易的發展而興盛。 考古研究者主要憑藉以無人航空載具攜帶的光學雷達儀器確認出該些遺跡的大致樣貌。 該些地區被發現有許多煉鐵活動的遺跡。
圖貢布拉克被判定佔地約120公頃，約興盛於550年至1000年之間，人口多達數萬，可能一度是中亞規模最大的城市之一，與中亞另一重要貿易城市撒馬爾罕相距約110公里。 塔什布拉克被認定約興起於730年與750年之間，在約1030年或1050年後被遺棄，面積約12公頃，人口可能達數千。
圖貢布拉克經初步發掘被發現有冶金活動的遺跡。 塔什布拉克被發掘出約400座顯示出伊斯蘭信仰特徵的墳墓；因墓葬規模與當地已知的城鎮面積不相稱，當地被認為可能曾被賦予意識形態方面的意義。